# Opti Global
Opti Global — українська група компаній, які надають транспортні, туристичні, охоронні послуги. Заснована 2005 року. Крім України, працює також у Польщі та Литві.

## Історія
Компанія була заснована в 2005 році Петром Ковтуном під брендом «Оптимальне таксі 579». В одному з інтерв'ю він розповідав, що ідея створення власної служби таксі до нього прийшла під час поїздки в авто з батьком, з яким він поділився концепцією майбутньої служби. Спершу служба працювала тільки в Києві. Перший офіс знаходився в приватній квартирі, в якій приймалися і оброблялися замовлення на пасажирські і приватні перевезення.

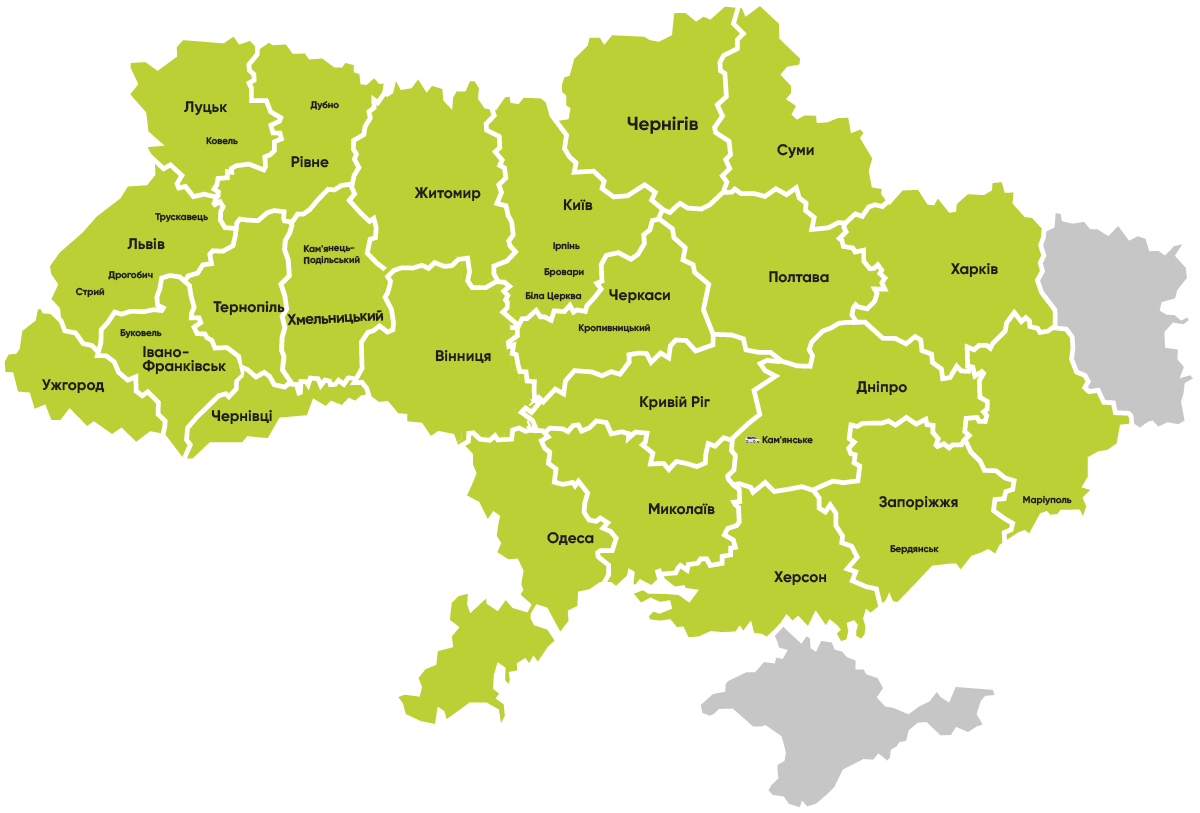
Зона покриття служби таксі Опті

До кінця 2000-х років мережа «Оптимальне таксі» увійшла до числа найбільших приватних перевізників у столиці та запровадила свою діяльність в інших великих містах України. У 2009 році компанія почала працювати в містах Львів і Запоріжжя, в 2010 — в м. Одеса та Дніпро, з 2011 по 2013 — в містах Івано-Франківськ, Рівне, Миколаїв.
Максимальний розвиток припав на 2014 рік: за рік філії відкрилися ще в понад 16 містах України (Житомир, Кам'янське, Луцьк, Кривий Ріг, Тернопіль, Хмельницький, Чернівці, Херсон, Біла Церква, Кропивницький, Черкаси, Буковель, Кам'янець-Подільський, Чернігів, Суми, Маріуполь).
У 2019 компанія провела масштабний ребрендинг, за результатами якого з'явилася група компаній «Opti Global» під спільним брендом «Опті». Тоді ж компанія презентувала власний додаток. У додатку є можливість замовити близько 10 окремих транспортних послуг, можливість замовлення адресної і кур'єрської доставки, а також покупки квитків на всі види залізничних, автобусних та авіа рейсів.

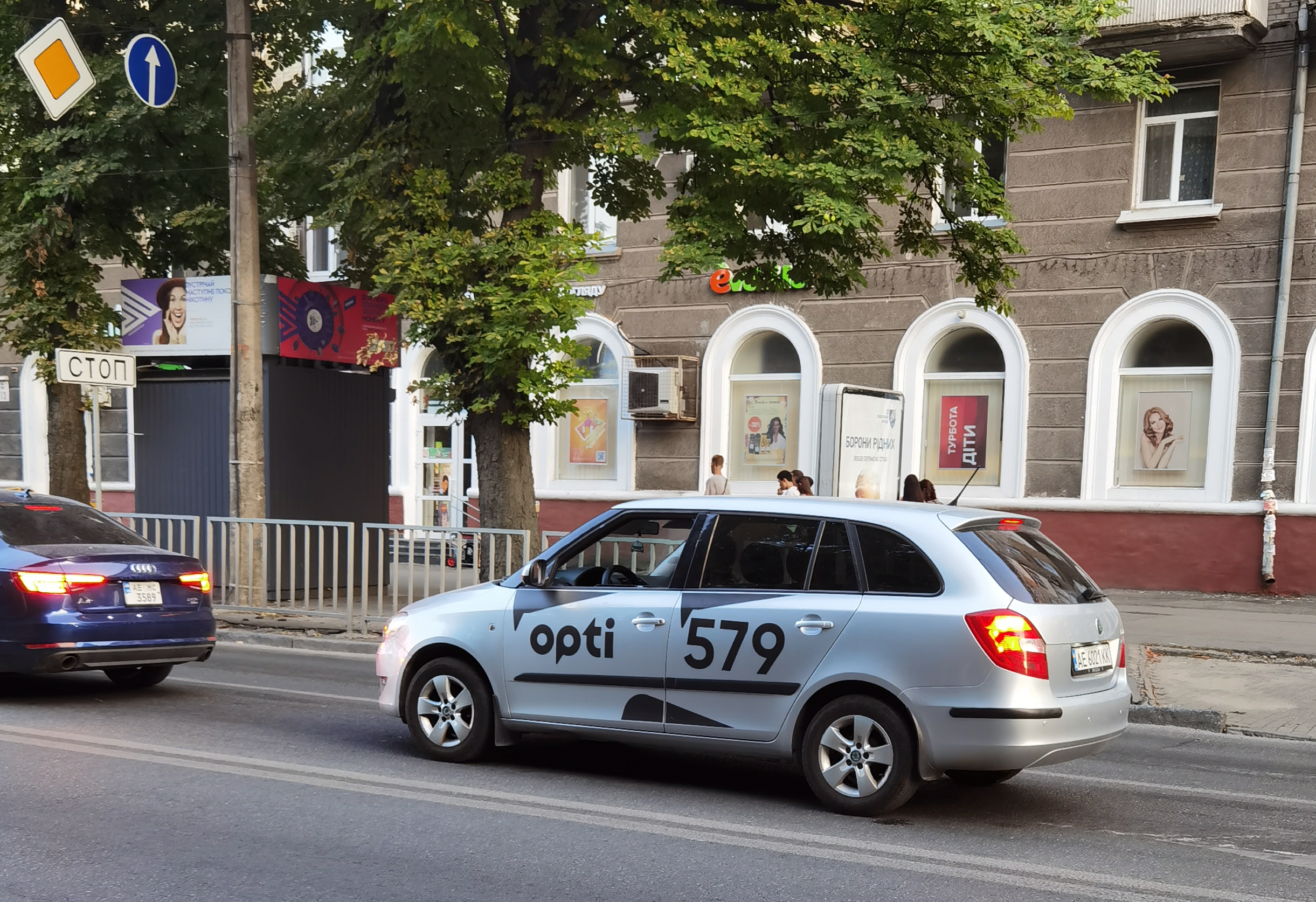
Opti таксі в Дніпрі

У 2020 році, з ініціативи власника Петра Ковтуна, таксі компанії Opti в умовах епідемії COVID-2019 безкоштовно перевозили лікарів у великих містах України.
Станом на серпень 2021 року компанія Опті має філії в 36 містах України: Київ, Харків, Дніпро, Львів, Одеса, Бердянськ, Черкаси, Чернігів, Маріуполь, Рівне, Івано-Франківськ, Луцьк, Ужгород, Стрий, Ірпінь, Бровари, Ковель, Миколаїв, Буковель, Суми, Херсон, Хмельницький, Кривий Ріг;
Кам'янське, Вінниця, Дубно, Дрогобич, Біла Церква, Кам'янець-Подільський, Трускавець, Тернопіль, Кропивницький, Полтава, Чернівці, Запоріжжя і Житомир. Opti має власний автопарк в Києві, Дніпрі та Львові.

### Ребрендинг і масштабування. Вихід на ринок ЄС

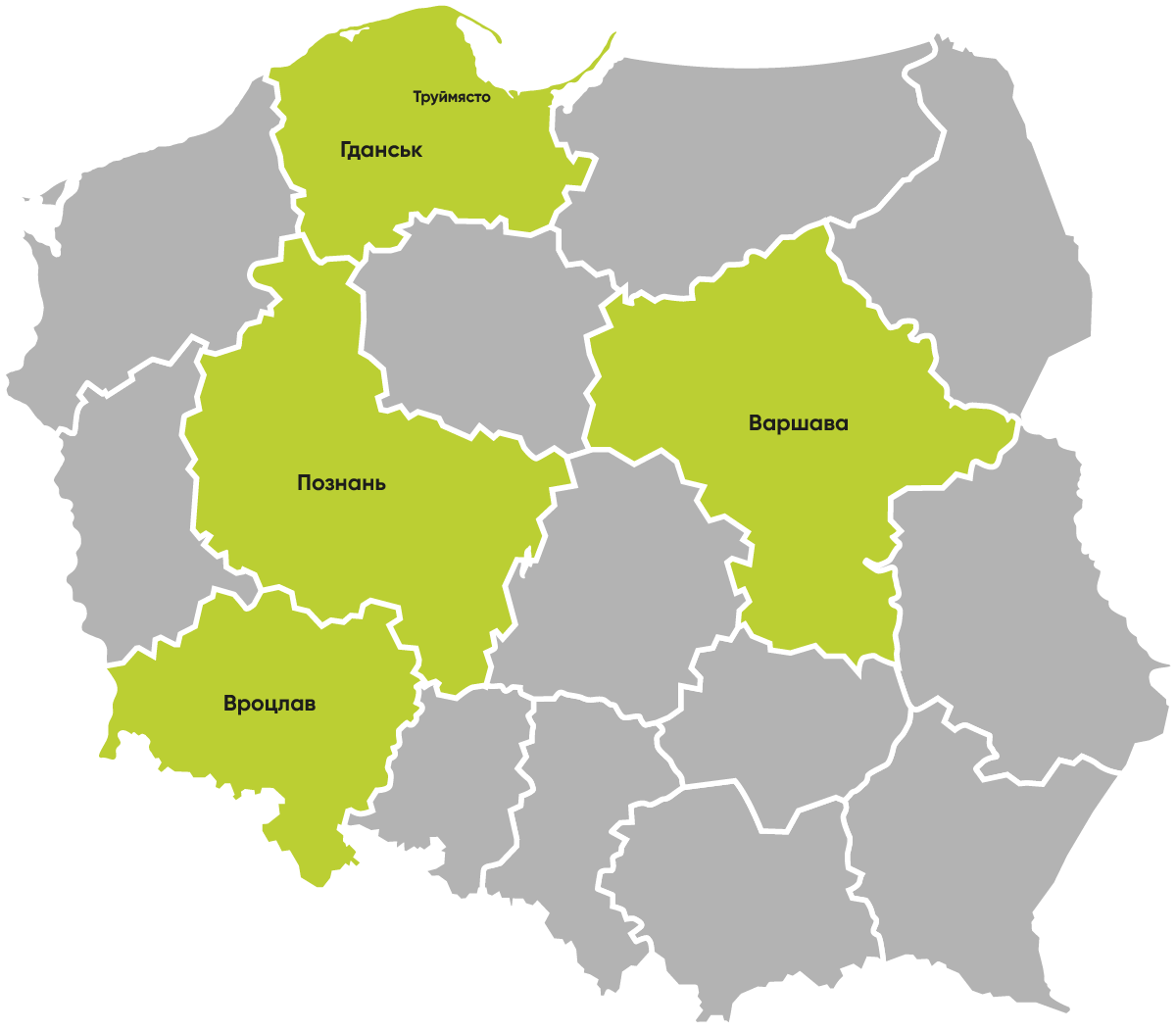
Покриття служби таксі Опті в Польщі

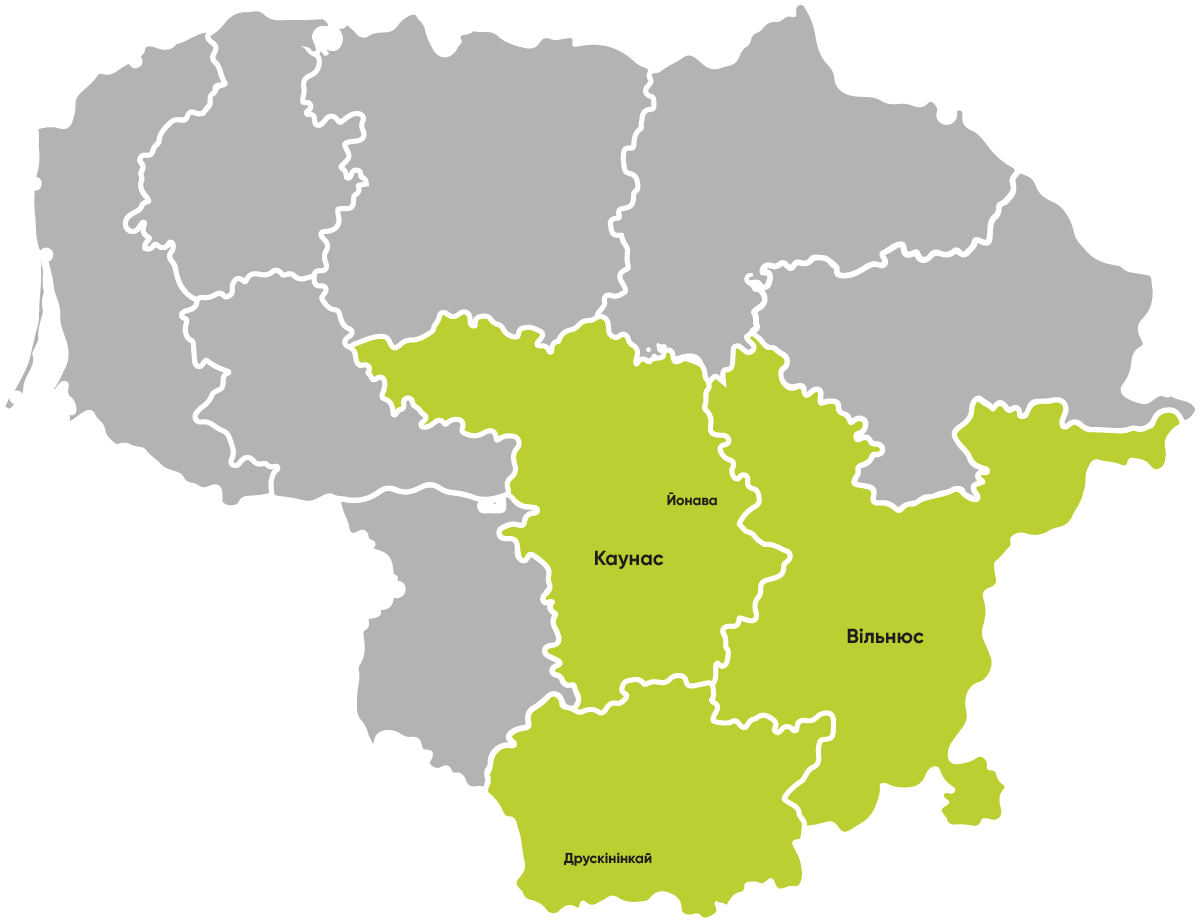
Покриття служби таксі Опті в Литві

У другій половині 2010-х років компанія вийшла на ринки Європейського Союзу. Служба таксі під брендом Опті запрацювала в Польщі і Литві. 5 листопада 2019 року офіційна назва компанії була змінена на Opti Global.
У 2020 році було вирішено розвивати новий напрямок бізнесу і заснована компанія «Opti Safe». Вона створена шляхом злиття трьох компаній: групи компаній Opti, ТОВ «Макс Безпека» і адвокатського бюро «Конончук і Партнери». Діяльність організації ліцензована і сертифікована.
Основними напрямками діяльності є надання послуг фізичної охорони об'єктів приватної та державної форм власності, надання послуг з охорони фізичних осіб, організація швидкого реагування, установка пожежної та охоронної сигналізації, а також системи відеоконтролю.

### Діяльність в ЄС
У вересні 2015 року сервіс «Таксі 579» запрацював в Польщі, а в листопаді 2017 - на території Литви. Діяльність в країнах Європейського Союзу здійснюється, як і власних машинах компанії, так і на орендованому транспорті. При цьому, диспетчерська служба Опті Польща працює з України з вітчизняними диспетчерами, які володіють польською мовою.
У 2021 році на території Польщі почала роботу ще одна дочірня компанія - Opti Tir, яка спеціалізується на вантажних перевезеннях.
Станом на серпень 2021 року компанія Опті-Польща представлена в таких містах як Варшава, Гданськ, Вроцлав, Познань, Труймясто. У Литві працює в таких містах як Вільнюс, Каунас, Йонава і Друскінінкай. І в Польщі і в Литві замовлення приймає телефоном або за допомогою додатку.

### Туристична діяльність
У 2017 році було засноване туристичне агентство «Opti Travel», яке спеціалізується на організації індивідуальних і групових турів за міжнародним напрямком, а також на території України.